# La búsqueda de Iranon
La búsqueda de Iranon (título original en inglés: The Quest of Iranon) es un cuento fantástico del escritor estadounidense H. P. Lovecraft escrito el 28 de febrero de 1921. Pertenece a su ciclo onírico.

## Publicación
Se publicó por primera vez en la edición de julio/agosto de 1935 de la revista Galleon. Más tarde fue reimpreso en Weird Tales en marzo de 1939, hasta que finalmente la editorial Arkham House lo incluyó en la antología de 1943 Beyond the Wall of Sleep.

## Argumento
Narra la historia del artista Iranon, que deambula por la ciudad de Teloth contando historias sobre la gran ciudad de Aira, donde fue príncipe, hasta que por fin decide emprender el regreso. Sin embargo, la anhelada ciudad de Aira acaso sea sólo un producto de su imaginación, un espejismo, forjado en una infancia de miseria y desamparo.